# Pálos templom és kolostor (Sátoraljaújhely)

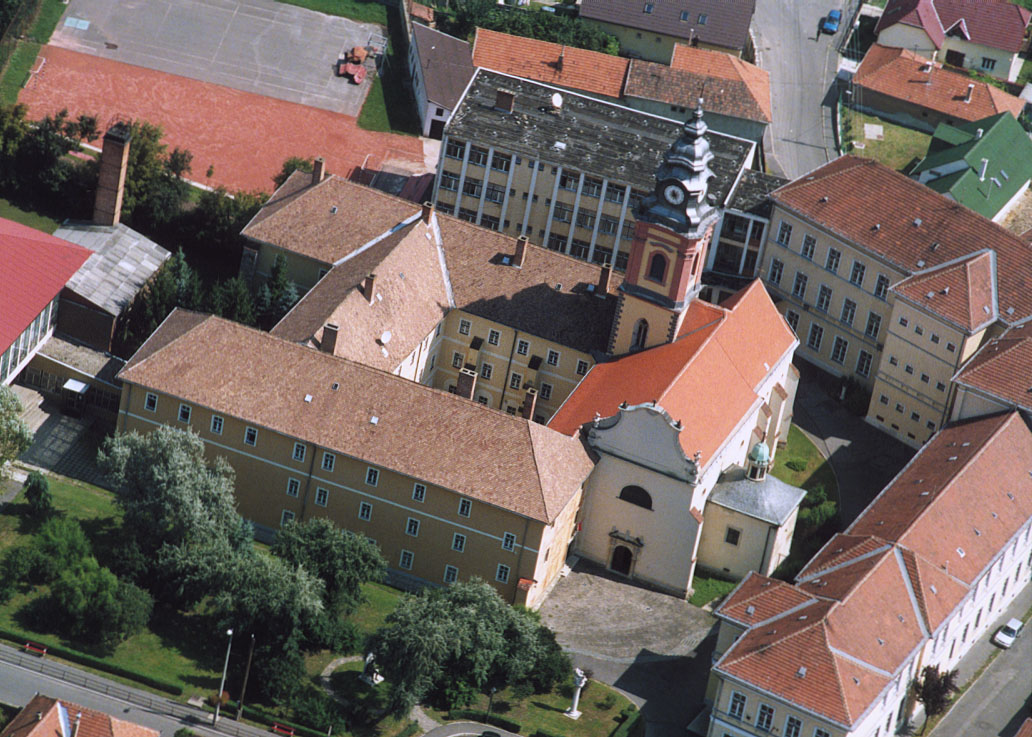
A rendház légifotója

A mai sátoraljaújhelyi kolostor helyén egy feltételezetten 1221-ben II. Endre által a remeték számára alapított kolostor állt. 1258-ban II. Endre Szent Egyed tiszteletére újabb kolostort emelt a pálosok számára. Ezt követően a kolostort elhagyták a szerzetesek, visszatérésüket követően azonban 1566-ban leégett. Megmaradt épületei 1578-ban véglegesen elnéptelenedtek, melyek romjait Alaghy Menyhért leromboltatta. 1786-ban II. József feloszlatta a pálos rendet és a kolostor a piarista rend birtokába került. Ekkor a templom titulusát Szent Egyedről Kalazanci Szent Józsefre változtatták, a mai titulusa: Nagyboldogasszony.
A többször átépített, mai barokk, volt piarista kolostor falaiban őrzi a gótikus maradványokat. A mai egyhajós templom megőrizte jellegzetes középkori alaprajzát, a hajónál keskenyebb, nyújtott sokszögzáródású szentélyét és a gótikus északi falát. A templom épületéhez északról csatlakozik a kerengő, amelynek nyugat felé irányuló kolostorszárnya szabályos kvadrum köré szerveződött. A kerengő árkádokkal nyílik a belső udvar felé. Déli részének gótikus keresztboltozata ma is látható, a körbefutó folyosókat és termeket később donga- és kolostorboltozattal fedték. Később a kerengő félköríves nyílásait befalazták, ablakokká szűkítették.
Az épületegyüttes a 17. századtól fokozatos helyreállításon megy keresztül. A kétszintes rendház második emeletét 1698-ban Nádasdy László perjel emeltette. Déli oldalához I. Rákóczi Ferenc építtette a ma is álló kis kápolnát. A templom az átépítések során kapta barokk főhomlokzatát. A templomhajót fiókos dongaboltozat fedi gazdag stukkódíszítéssel. Berendezése 1716-1736 között készült, főoltára Strécius József lőcsei szobrász műterméből származik.
A templomban van eltemetve Csepelényi György mellé Benkovich Ágoston, OSPPE (Nyitraapáti, 1632.-Nagyvárad, 1702. okt. 28.): generális, megyés püspök a nagyváradi latin szertartású püspökség újraszervezője és a bizánci rítusu egyházmegye alapítója.
A kolostorban jelenleg a Kossuth Lajos Középiskolai Piarista Kollégium működik. 

## Külső hivatkozások
- A kolostor a Kolostorút honlapján